# Medhjälparen

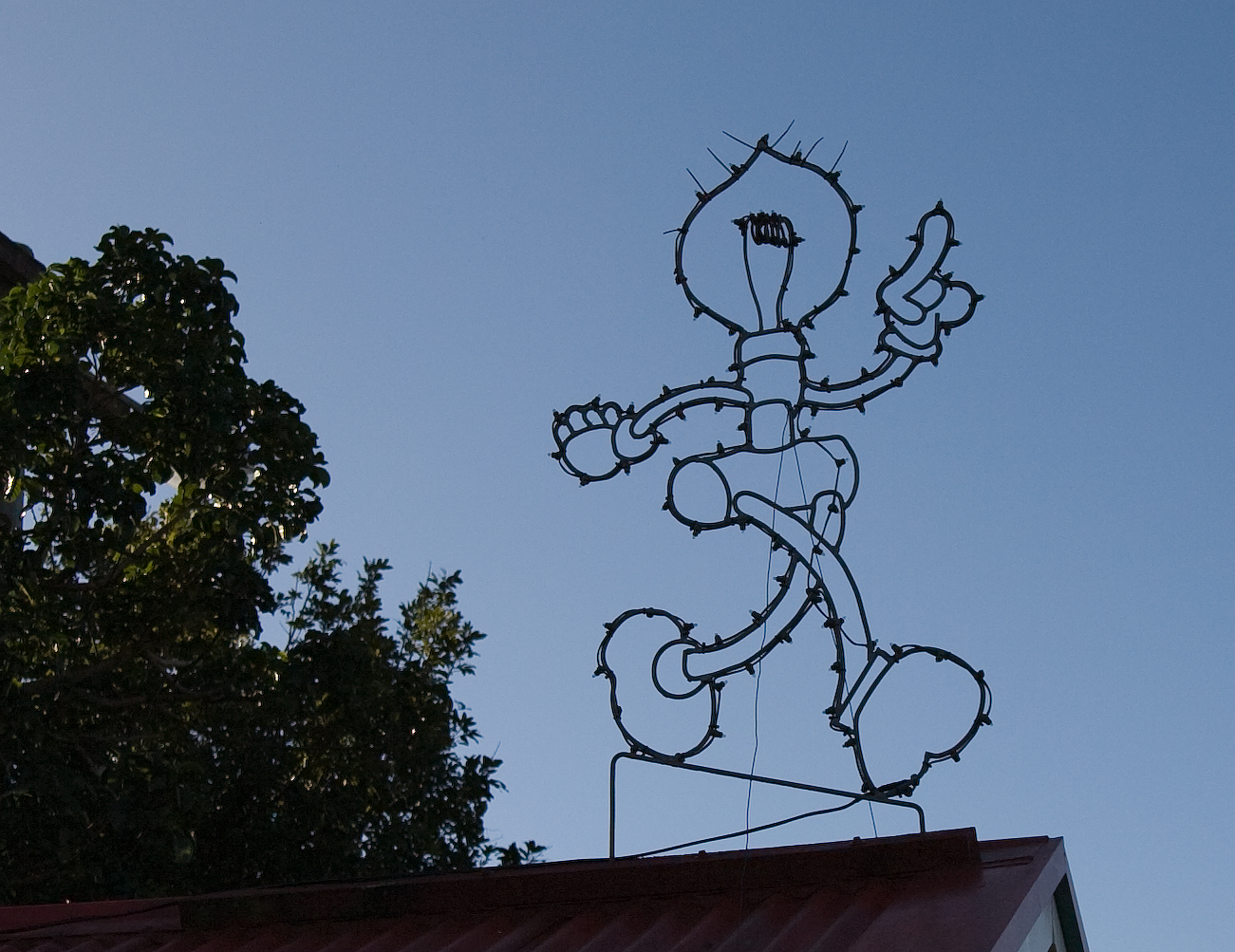
Medhjälparen.

Medhjälparen (Little Helper i original) är Oppfinnar-Jockes robot. Medhjälparen skapades av Carl Barks 1956 och dök upp första gången i serien "The Cat Box", ursprungligen publicerad i Uncle Scrooge 15 (i Sverige "Språkmaskinen", först publicerad Kalle Anka & C:o 8/1958). Medhjälparen bidrar ofta med humoristiska bakgrundsdetaljer, men spelar då och då även större roller, då han kan rädda diverse karaktärer eller en hel stad.
Enligt Don Rosa (i serien "Gyro's First Invention", Kod D 2001-143) konstruerades Medhjälparen 1952 av en gammal lampa som Kalle Anka lämnat hemma hos Jocke och blev levande och intelligent via en olycka med Jockes uppfinning Tankelådan. För att Medhjälparen skulle kunna röra sig fritt försåg Jocke honom med ben, armar och dockskor medan Kalle satte dit en glödlampa. Enligt Rosa var Medhjälparens första uppdrag att ta sig in i det hål där Joakim von Anka, enligt Barks-serien "Jul i Pengalösa", tidigare använt ett leksakståg för att få ut sina pengar. I en annan serie ser vi hur Medhjälparen är den som drar upp Kung Arturs berömda svärd Excalibur ur stenen. Under avsnitten om ön Mythos blir Medhjälparen kär i den lilla mekaniska älvan Klickelick, Mäster Mythos medhjälpare.
Medhjälparen är Ankeborgstvåa i dam efter Bolivar.